# Périgueux
Périgueux es una ciudad y una comuna francesa del departamento de Dordoña, en la región de Nueva Aquitania. Cuenta con una población de 29 896 habitantes (INSEE, 2019).

## Historia

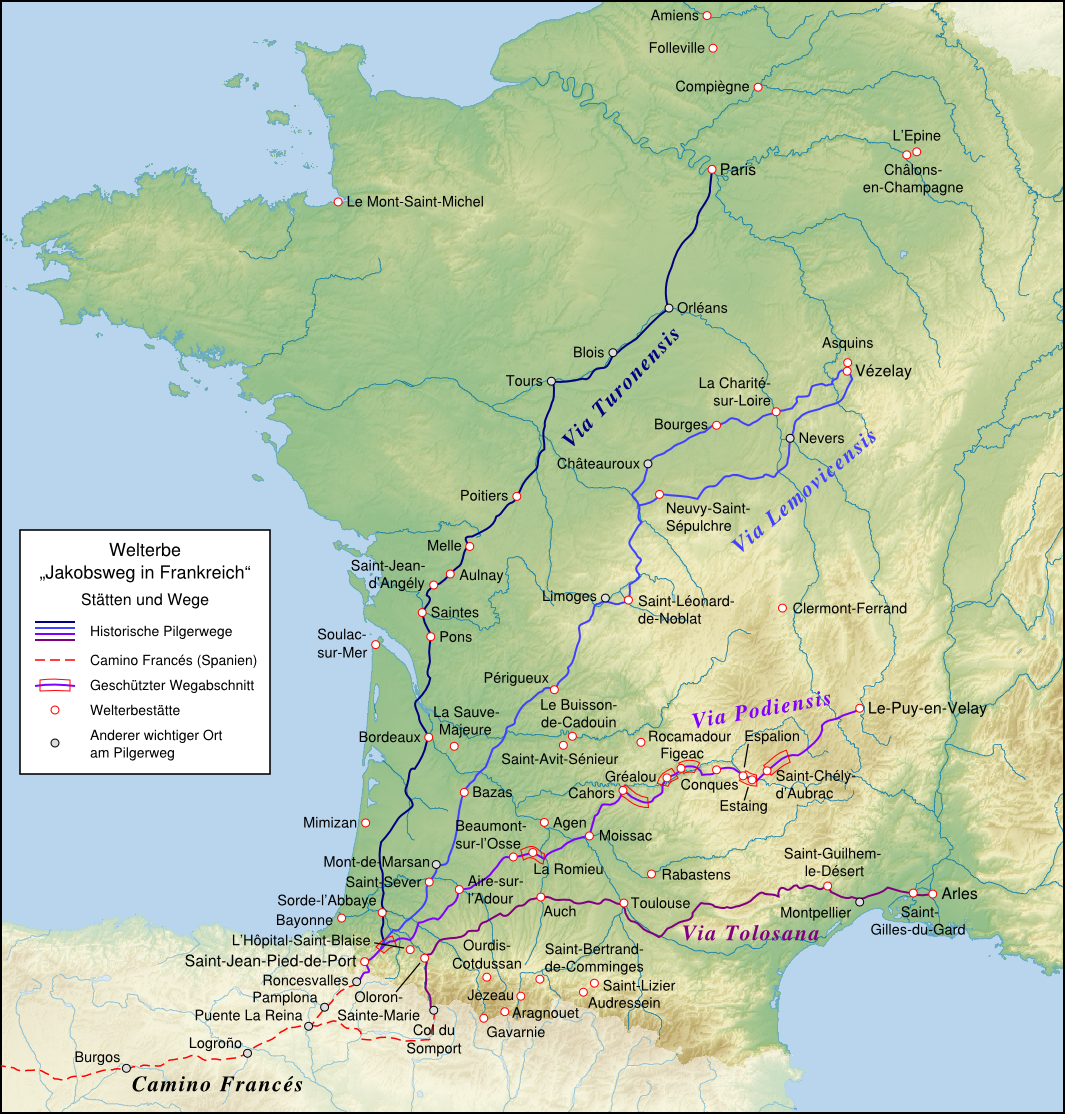
Mapa donde se aprecia Périguéux sobre el Camino de Santiago, en concreto sobre la Via Lemovicensis.

El nombre Périgueux viene de petrocorii (forma latinizada de palabras celtas que significan "cuatro tribus"), el pueblo galo que vivía en la región antes de la conquista romana. Périgueux era su capital.
Forma parte del Camino de Santiago (Via Lemovicensis). El topónimo en occitano es Periguers.

## Patrimonio religioso
Instituida en el siglo III, la Diócesis de Périgueux, contaba, incluida la catedral, con dieciocho iglesias, de las cuales solo cinco permanecen actualmente.
La catedral de Saint-Front está construida en el centro de Perigueux, sobre la tumba de san Front de Périgueux, el legendario evangelizador de Perigord, que dio su nombre a la zona central de la ciudad («Puy-Saint-Front») en la Edad Media. Iglesia sencilla originalmente (a principios del siglo V), ha sufrido varias destrucciones y reconstrucciones para convertirse, a partir de 1669, en la catedral de la diócesis de Périgueux. Se trata de un edificio catalogado como monumento histórico en 1840, también erigida en basílica menor en 1897 e inscrita en el Patrimonio de la Humanidad de la Unesco. Esta catedral acupulada fue reconstruida casi en su totalidad durante la restauración de Paul Abadie en el siglo XIX. A partir de entonces, el arquitecto se inspiró en ella para construir el Sagrado Corazón en París. Un viacrucis pintado hacia 1850 por Jacques-Émile Lafon fue restaurado en  2002.

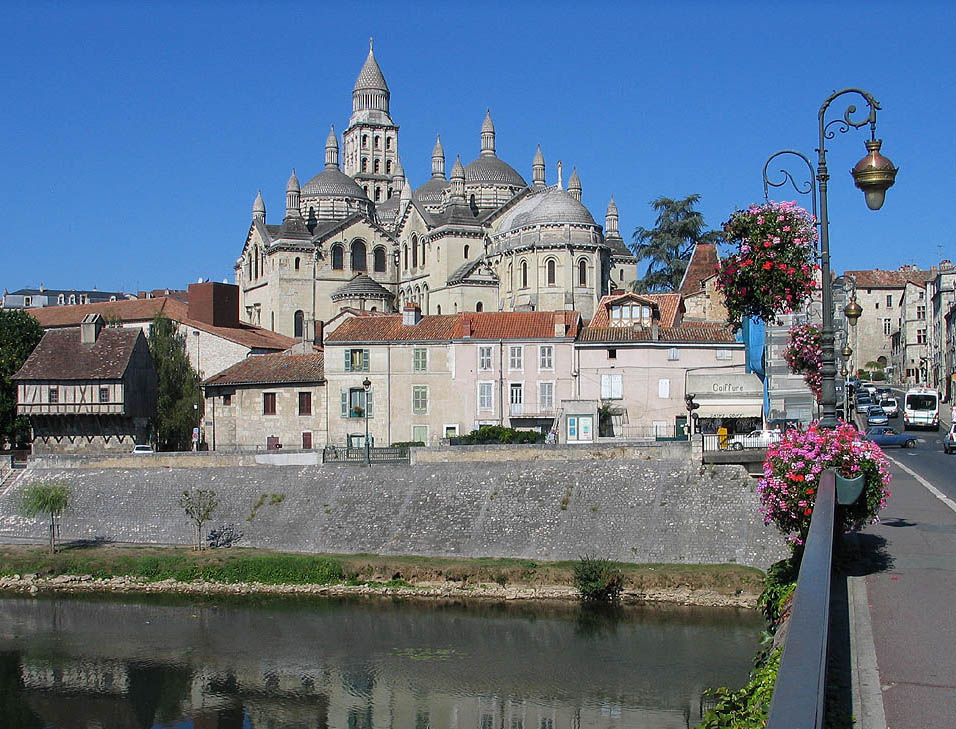
Catedral de Saint-Front

Además, la ciudad tiene otras cuatro iglesias católicas. La iglesia de San Esteban de la Ciudad, antigua catedral de la diócesis de Périgueux hasta 1669, se volvió simple parroquia en 1673. Esta iglesia románica, de los siglos XII y XIII, se cubrió con cuatro cúpulas, y fue arruinada por los hugonotes en 1577. De hecho hoy en día solo se conservan los dos tramos orientales. El edificio fue clasificado también en 1840.

## Demografía
Se extiende por un área de 9,82 km², con 29 896 habitantes, según estimación de 2019, con una densidad de 3044 hab/km².
| 9898 | 5733 | 6306 | 8452 | 8956 | 11 576 | 12 187 | 11 455 | 13 547 | 16 291 | 19 140 | 19 633 | 19 956 | 24 169 | 25 969 | 29 611 | 31 439 | 31 313 | 31 976 | 31 361 | 33 548 | 33 144 | 33 389 | 33 988 | 37 615 | 40 865 | 40 785 | 38 529 | 37 450 | 35 120 | 32 916 | 30 280 | 30 193 | 29 416 | 29 896 |
| Para los censos de 1962 a 1999 la población legal corresponde a la población sin duplicidades (Fuente: INSEE [Consultar]) |      |      |      |      |        |        |        |        |        |        |        |        |        |        |        |        |        |        |        |        |        |        |        |        |        |        |        |        |        |        |        |        |        |        |